# ラビの戦い

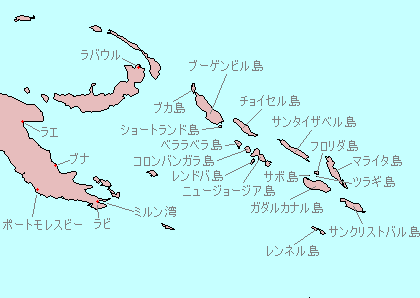
ラビとポートモレスビー、ソロモン諸島の位置関係

ラビの戦い（ラビのたたかい・連合軍呼称：ミルン湾の戦いBattle of Milne Bay）は、太平洋戦争（大東亜戦争）中の1942年8月下旬から9月初旬に渡り、東部ニューギニアのミルン湾ラビにおいて、日本軍とオーストラリア・アメリカ連合軍との間で行われた戦闘である。連合軍が建設した飛行場に対し、日本軍が海軍陸戦隊を上陸させて占領を試みたが敗退した。

## 背景
日本軍は、ニューギニア島南岸の連合軍拠点ポートモレスビーの攻略を計画したが、珊瑚海海戦の結果、海路からの攻略は失敗に終わった。その後、連合軍側は、なおも日本軍の攻略作戦が行われることを警戒し、ニューギニア島東端の良好な泊地であるミルン湾沿岸のラビに哨戒拠点を設置することにした。これにはラバウル攻撃のための出撃拠点とする目的もあった。1942年（昭和17年）6月下旬に、アメリカ軍工兵中隊などが上陸し、飛行場の建設を開始した。防衛のために「ミルン・フォース」が編成され、8月までに次々と部隊が送り込まれた。飛行場は2本の滑走路が完成し、さらに1本の建設が進められた。
一方の日本軍は、今度は陸路からのポートモレスビー作戦に着手した。ところが、すでに南海支隊の先遣隊がニューギニアに上陸して戦闘を始めた後の8月4日、海軍の偵察機により、ラビで連合軍の飛行場が発見された。制空権が奪われることを恐れた日本海軍第8艦隊司令部は、陸軍にラビ攻略への協力を打診した。ニューギニアは陸軍の担当地区のはずであったが、8月7日にガダルカナル島の戦いが始まってしまった事情もあり、陸軍の第17軍司令部は余裕が無いとして兵力提供を拒絶した。やむなく、海軍独力での攻略に決まり、一木支隊揚陸の成功によりガダルカナル島の戦いに目処がついたと判断された8月21日、ラビ攻略作戦は発令された。
当時、第8艦隊司令部では、ラビの連合軍は展開して間もない歩兵2～3個中隊程度の小兵力と推定し、陸軍部隊に比べて戦力の劣る海軍陸戦隊でも勝算はあると見ていた。しかし、実際には、連合軍兵力は2個旅団以上に達していた。

## 参加兵力

### 日本軍
- 地上部隊 - 戦闘員約1600名、後方要員約360名
  - 呉第5特別陸戦隊（呉5特）の主力 - 司令：林鉦次郎（英語版）中佐、兵力612名および九五式軽戦車2両
  - 呉第3特別陸戦隊の主力-司令：矢野実（英語版）中佐、兵力576名
  - 佐世保第5特別陸戦隊の一部 - 兵力228名（本隊353名は別に舟艇機動の予定も到達できず。）
  - 横須賀第5特別陸戦隊の主力 - 司令：安田義達大佐、兵力約200名
  - 第10設営隊の一部 - 軍属362名
- 航空部隊 - 零戦約20機、99艦爆約10機がブナに展開。

### 連合軍
- 「ミルン・フォース」 - 司令官：シリル・クローズ（英語版）豪陸軍少将 、総兵力約9000名
  - オーストラリア軍 - 戦闘員約6500名（うち歩兵約4500名）、後方要員約1000名
    - 第7旅団 - 歩兵3個大隊
    - 第18旅団 - 歩兵3個大隊
    - その他 - 民兵2個大隊、野砲1個中隊、高射1個中隊など

  - アメリカ軍 - 第709高射中隊および第43工兵連隊F中隊など約1400名
  - 航空部隊 - 3個飛行中隊（P-40戦闘機約40機、ハドソン爆撃機若干）のほかポートモレスビーより支援。

　
連合軍側には戦車はなく、日本軍の九五式軽戦車2両は大きな脅威となった。

## 戦闘の経過

### 日本軍の上陸

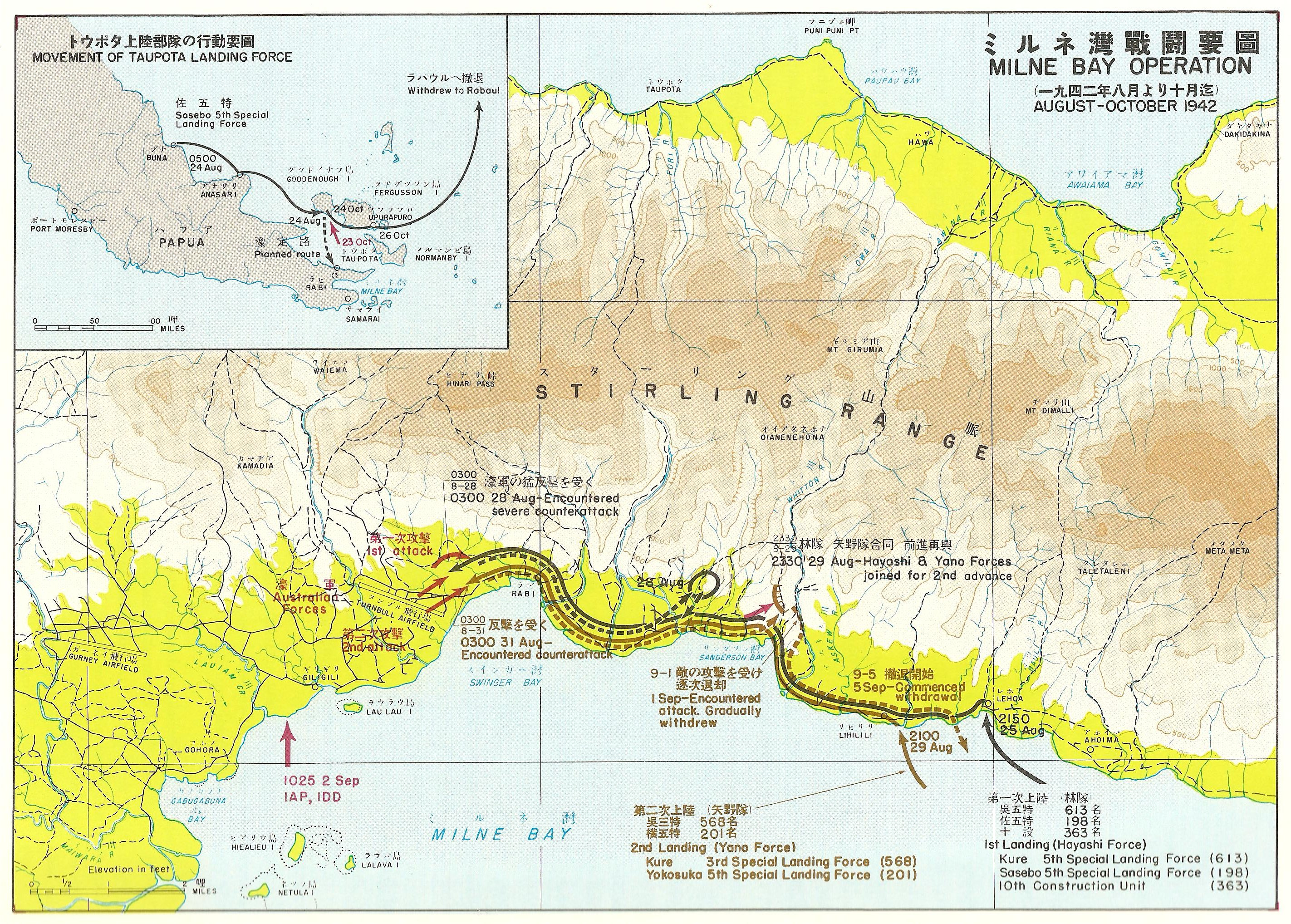
日本軍の行動図

8月24日、攻略部隊（呉5特・佐5特の一部・第10設営隊）は、輸送船「南海丸」と「畿内丸」に乗船し、第18戦隊（軽巡「天龍」「龍田」）ほか駆逐艦5隻（「浦風」「谷風」「浜風」等）と駆潜艇2隻の護衛の下で出撃した。船団はラビの連合軍航空隊に発見されて空襲を受けたが、損害は軽微であった。翌8月25日夜、船団はミルン湾に到着し、抵抗を受けることなく上陸したが、誤って予定地点から10km以上も東にずれた飛行場から遠い位置への上陸となってしまった。
橋頭堡の防衛を佐5特と設営隊に任せ、上陸部隊指揮官の林中佐は呉5特を率いてただちに飛行場への夜襲を実行しようとした。しかしながら、一帯は沼沢地のために夜明けまでに1kmほどしか前進できず、飛行場には到達できなかった。夜襲支援のために「天龍」以下の護衛艦隊が艦砲射撃を行ったが、効果は確認できなかった。空襲を避けるため、明け方までに船団と護衛艦隊は退避した。日本軍の上陸に気がついた連合軍は、8月26日早朝から航空部隊を出撃させて橋頭堡を攻撃した。これにより集積物資は全損し、海上機動用に残された大発も全滅してしまった。日中にはオーストラリア軍は第7旅団の第61大隊による反撃を行い、日本軍の斥候部隊を撃破したが、30名以上の損害を受けて6時間後には後退した。
佐5特主力部隊（353名）は、別動隊として8月24日早朝に大発7隻に分乗してブナを出撃したが、8月25日に途中のグッドイナフ島で仮泊中に空襲により大発が全て使用不能となってしまい行動することができなくなり、通信機も破損したため連絡ができず消息不明になってしまった。部隊の所在がわかったのはラビでの戦闘が終了した後の9月9日であった。

### 攻撃と停滞
初日の攻撃に失敗した林中佐は、8月26日夜にも夜襲を試みたが、地理不案内のために今回も飛行場まで到達できなかった。軽巡「天龍」と駆逐艦2隻が支援砲撃を行うために湾内に突入したが、前線と連絡ができなかったため現地の状況がつかめず、橋頭堡から後衛部隊の負傷者を収容して引き上げた。
翌8月27日夜の日本軍の攻撃では、戦車隊（軽戦車2両）の活躍により連合軍の第一線陣地の突破に成功し、オーストラリア軍第18旅団第2/10大隊に70名以上の損害を与えた。しかし、建設中の第3滑走路に到達したところで第7旅団第25大隊ほかの激しい砲火に迎えられ、呉5特は1/3が死傷して後退に追い込まれた。それ以外にも泥土と皮膚病による歩行困難者が続出し、呉5特のうち攻勢に耐える者は100名程度にまで減少した。戦車も泥土のため行動不能となり放棄された。
日本軍はブナ飛行場に航空部隊を進出させて支援を行っていたが、悪天候に阻まれてほとんど成果を挙げることはできなかった。8月28日には戦闘機5機と艦爆8機がラビ攻撃に成功したものの、かえって戦闘機5機と艦爆1機を失った。被害に耐え切れなくなった航空部隊は、ブナから撤退してしまった。

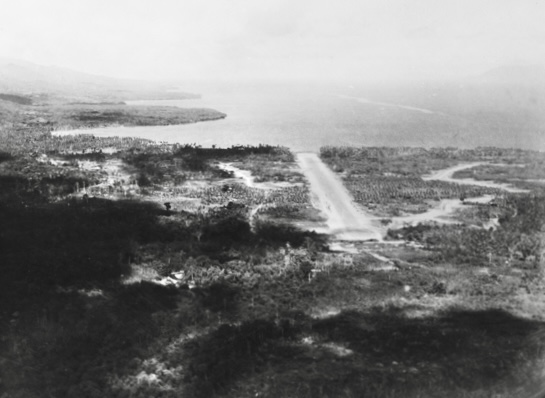
攻防の焦点となった第3滑走路

他方、連合軍側も日本軍の激しい攻撃に危機感を抱き、第3滑走路方面へ防衛戦力を集中させると同時に、航空部隊をポートモレスビーへ一時避難させた。第3滑走路付近には、迫撃砲や対空砲による強力な防衛線が築かれた。

### 増援作戦
日本海軍は現地の苦戦を見て、ラバウルへ到着間もない呉3特と横5特の一部を増援として派遣することとした。これらは、駆逐艦3隻（「嵐」「叢雲」「弥生」）と哨戒艇3隻に分乗して、軽巡「天龍」と駆逐艦2隻（「浦風」「谷風」）の護衛を受け、8月28日にラビへ上陸した。日本陸軍も青葉支隊（第2師団歩兵第4連隊基幹）を増援として送ることを計画したが、ガダルカナルの戦況悪化から、青葉支隊先遣隊はガダルカナル増援へと任務が変更された。
増援部隊と合流した日本軍は、8月30日夜に全力で夜襲を行った。再び第3滑走路付近で激戦となり、日本軍は大損害を受けて退却した。呉5特は壊滅的打撃を受けて、林中佐以下の幹部も戦死した。後衛となった呉3特の第2中隊も全滅した。
9月1日、再度の増援として横5特の投入が試みられたが、湾内に有力な連合軍艦隊が在泊中との報告を受けて中止された。代わって駆逐艦「嵐」と「浜風」による攻撃が試みられたが、会敵できなかった。

### 日本軍の撤退

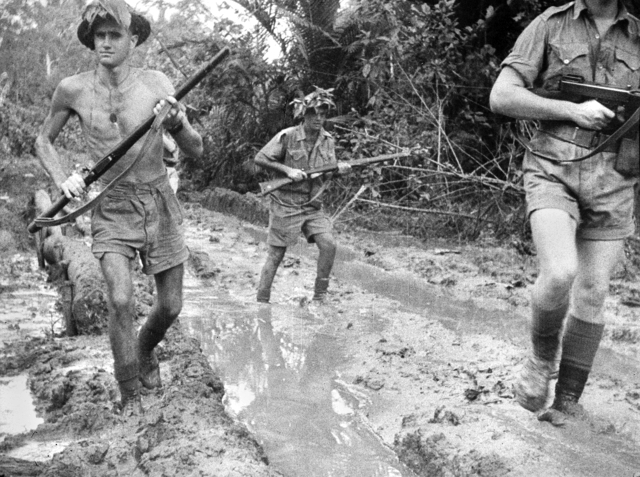
日本側が敗退した後、泥道を進むオーストラリア兵

日本海軍第8艦隊司令部は、海軍独力での作戦続行は不可能と判断し、青葉支隊主力の到着する9月中旬の攻勢再開を計画した。そして、それまでの間、橋頭堡を持久するものとした。
しかし、連合軍が第18旅団を中心に反撃を強めたため、日本軍は追い詰められ、9月3日には暗号書の処分に至った。
士気の低下も著しく、負傷した矢野中佐は、現地の最先任にもかかわらず補給の駆逐艦に収容されて脱出してしまった。4日には、代わって最先任となった呉3特の副官も、隊員224名とともに駆逐艦に便乗して撤退した。

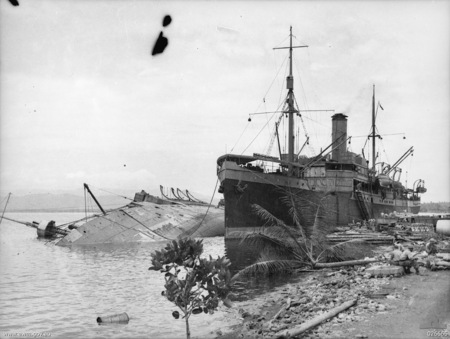
日本軍の攻撃で転覆した輸送船「アンシュン」（画面左）

こうした状況から、持久は不可能と判断した第8艦隊司令部は、ついに撤退を決断した。9月5日、収容掩護部隊として横5特を乗せた軽巡「天龍」と哨戒艇2隻が赴き、生存者の収容を行った。収容漏れがあると見られたため、翌9月6日夜にも軽巡「龍田」と駆逐艦「嵐」が湾内に突入したが、生存者は発見できなかった。日本艦隊は、オーストラリアの輸送船「アンシュン」（3188総トン）を撃沈し、陸上への艦砲射撃で十数名を死傷させて帰還した。当時、湾内には病院船「マヌンダ」も在泊中であったが、病院船と判明したために攻撃対象とはならなかった。日本軍は生存者の収容が完了したと判断したが、実際には若干の取り残された日本兵があり、連合軍は数週間かけて掃討戦を行った。
消息不明になっていた佐5特主力部隊の捜索は難航し、グッドイナフ島にいることが判明したのは部隊からの伝令がカヌーでブナに到着した9月9日であった。翌9月10日に駆逐艦「磯風」と「弥生」が救出に向かったが、途中で「弥生」が連合軍の空爆により沈没し、佐5特部隊の救出作戦は一時中止になった。9月22日に漂流中のカッターが発見され、これを収容したところ「弥生」の生存者が近くの島にいることが判明し、駆逐艦「磯風」と「望月」が現地に向かった。9月26日に梶本艦長以下「弥生」乗組員83名が救出された。この頃になると連合軍の航空機の活動が活発になっており佐5特部隊の水上艦による救出は困難視された。そこで潜水艦による救出を行うことになり、10月3日に潜水艦「伊1」（潜水艦長安久榮太郎）はグッドイナフ島に到着し部隊の傷病者（71名）を収容し、次いで伊1は大発2隻を島に輸送した。部隊は追加の大発の到着を待っていたが、10月23日に島に連合軍が上陸して戦闘になったので、翌24日に大発2隻でグッドイナフ島を離脱して近くのウェレ島に渡り、ここでようやく残りの部隊（261名）は軽巡「天龍」に収容された。消息不明になってから2ヶ月後のことであった。
佐5特部隊の消息が判明する前、捜索・連絡のためにラビの近くに20名の連絡員が派遣されたがこれも消息不明になってしまい、帰還できないままとなった。
グッドイナフ島から救出された横須賀第5特別陸戦隊主力はブナに駐留するが、11月のブナ・ゴナの戦いにおいて南海支隊ともども全滅することとなる。

## 両軍の損害
- 日本軍-戦死311名、不明301名、戦傷311名（収容者1318名中。なお残りも大半は歩行困難）
- 連合軍
  - オーストラリア軍-戦死・不明167名、戦傷206名
  - アメリカ軍-戦死14名、戦傷若干

## 評価
日本海軍の当時の連合艦隊参謀長であった宇垣纏少将は、日記「戦藻録」のなかで、呉3特の司令と副官が部下を残して引き上げたことを非難するほか、次のように敗因分析をしている。
1. 敵の防御がある飛行場を、陸戦隊で奪取できるとしたこと。
2. ガダルカナル問題をもてあましているときに、軽率に手をつけ、モレスビーとあわせ3方面に兵力を分散させたこと。
3. 陸戦隊の素質が優良ではなくて30歳から35歳の応召兵が多く、忍耐力と攻撃精神が薄弱だったこと。その戦闘行動も適切ではなく、南北での呼応を果たせなかったこと。
4. 降雨が多く（陸戦隊の移動が）渋停し水虫に災いされ、また天候不良のために飛行機の利用が思うようにできなかったこと。

4項の「水虫」について戦史叢書は「足痛（足傷）」として次のように述べている。

『泥濘の中を連日雨にぬれたまま行軍したためか、水虫によるものか、その他の細菌等によるものか原因不明であるが足がはれ、化膿して、歩行困難となる。』

## 戦争犯罪
ラビの戦いで36人のオーストラリア兵が日本軍の捕虜になったが、一人も生還せず、そのうちの相当数は日本軍により処刑されたと考えられている。また、戦闘期間中に少なくとも59人の民間人が日本軍に殺害されたと考えられている。
歴史家のマーク・ジョンストンは、その後の戦いにおけるオーストラリア兵による日本兵捕虜への虐待・虐殺の遠因になったと指摘している。

## 注記
1. ↑  #昭和17年9月～第8艦隊日誌(2)p.18『(2)「ラビ」方面作戦　「ラビ」ニ於ケル呉三特、呉五特、横五特ハ相当ノ損害ヲ蒙リタルモ部隊ヲ集結シ再度攻撃移転ニ決ス、然レ共其ノ後ノ攻撃モ所期ノ成果ヲ挙グル事能ハズ遂ニ現地徹底ヲ下令ス9月5日ヲ以テ徹底ヲ完了セリ』
2. ↑  #昭和17年9月～第8艦隊日誌(2)p.18『今日迄所在不明ナリシ佐五特ハ9月9日伝令ノ連絡ニ依リ「グッドイナフ」島ノ「ワッツ」岬ニ在ル事判明セリ。9月11日弥生、磯風ハ右救援ニ赴キタルモ敵機ノ襲撃ニ依リ弥生沈没シ目的ヲ達スル能ハズ、佐五特救援ハ一時延期スルノ止ムナキニ至レリ』
3. ↑  戦史叢書 49 633ページ
4. ↑  戦史叢書 49 624ページ